# Castello di Liblín
Il castello di Liblín (in ceco Zámek Liblín) si trova nell'omonimo comune del Distretto di Rokycany, Regione di Plzeň in Repubblica Ceca. Si tratta di un esempio di residenza aristocratica circondata da un parco, collegata all'abitato del paese. La struttura è una casaforte edificata nel XVIII secolo sul sito di una precedente fortezza e considerata monumento culturale nazionale.

## Storia

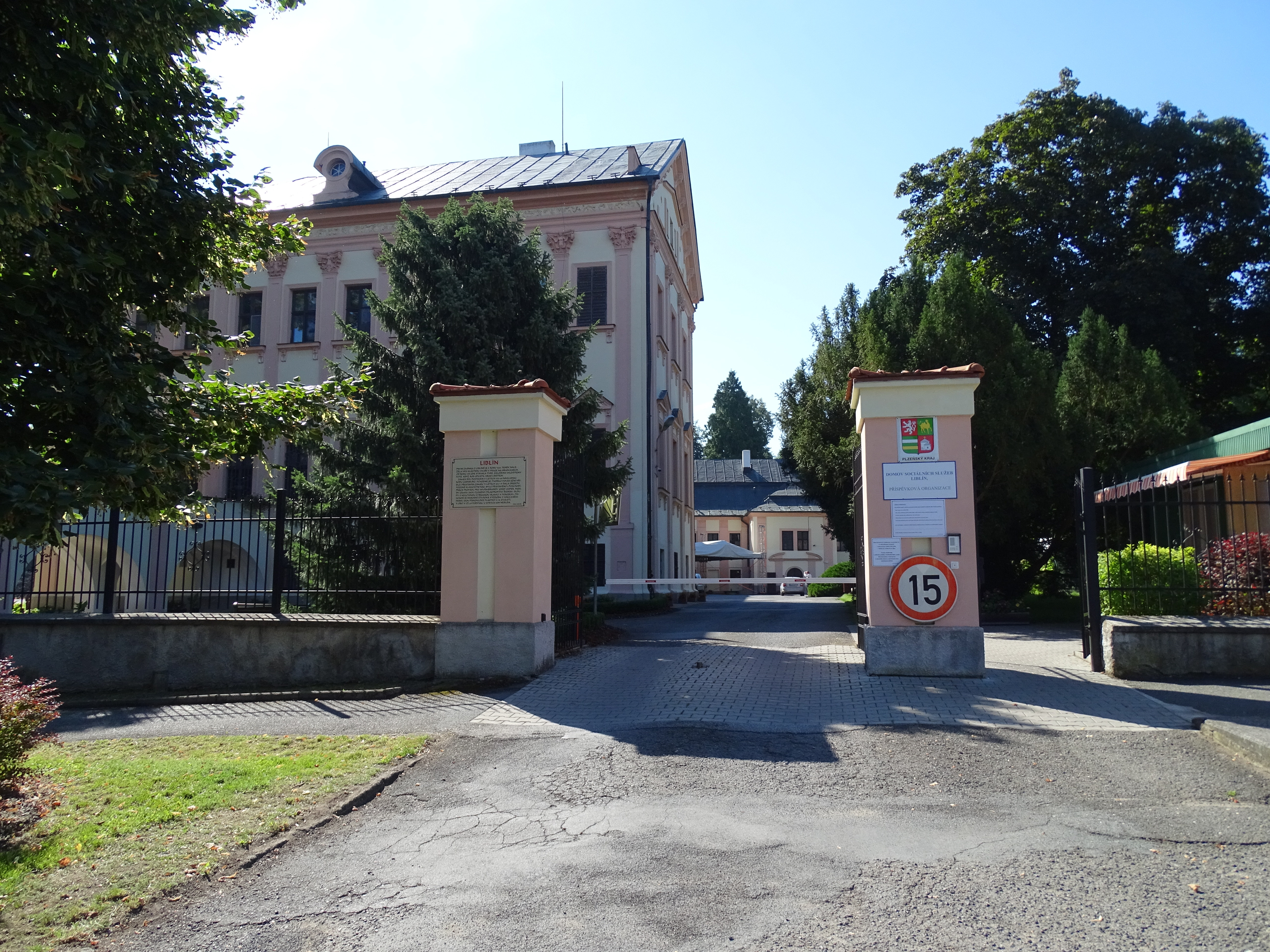
Cancello di accesso

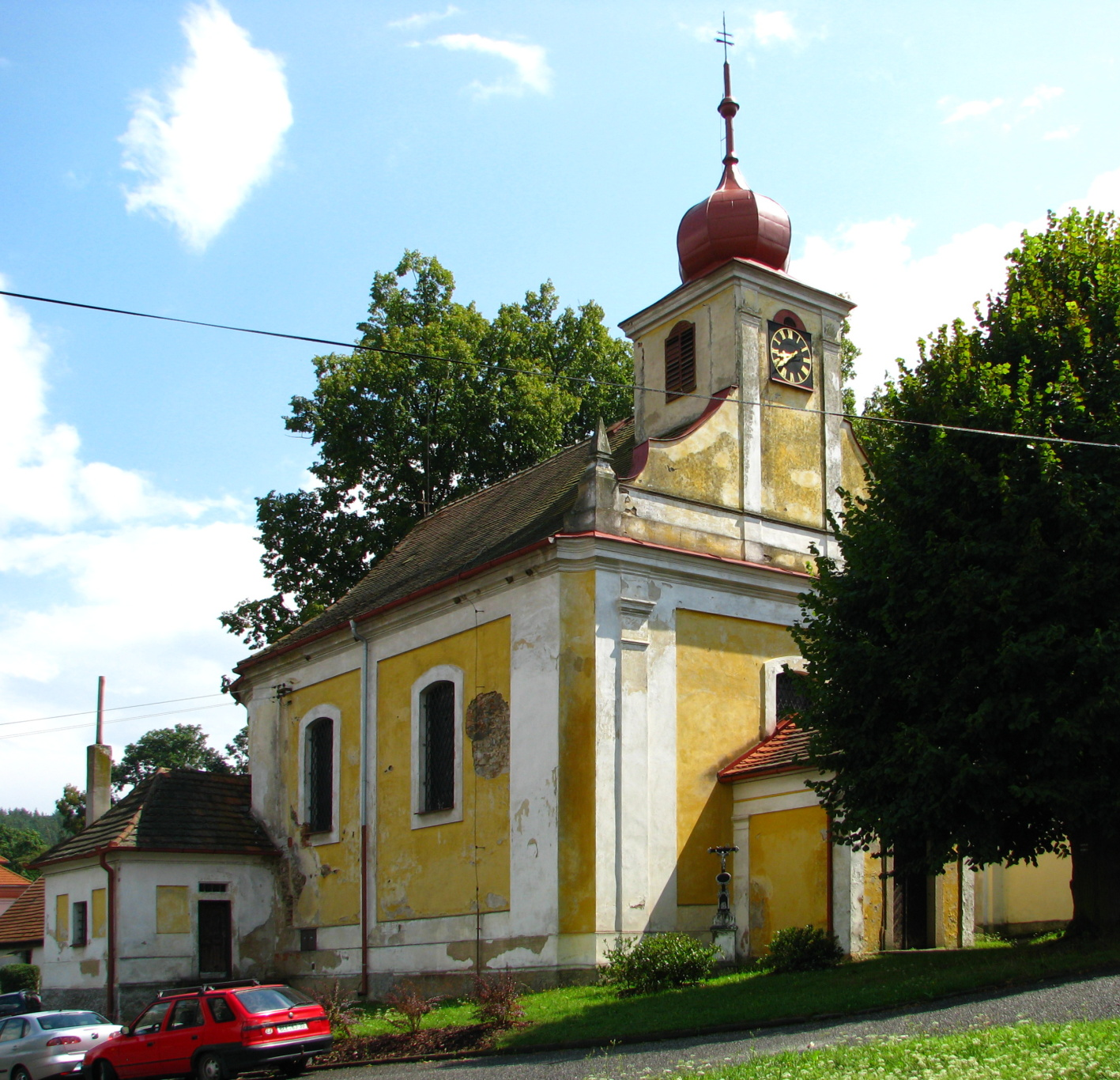
Chiesa di San Giovanni Nepomuceno

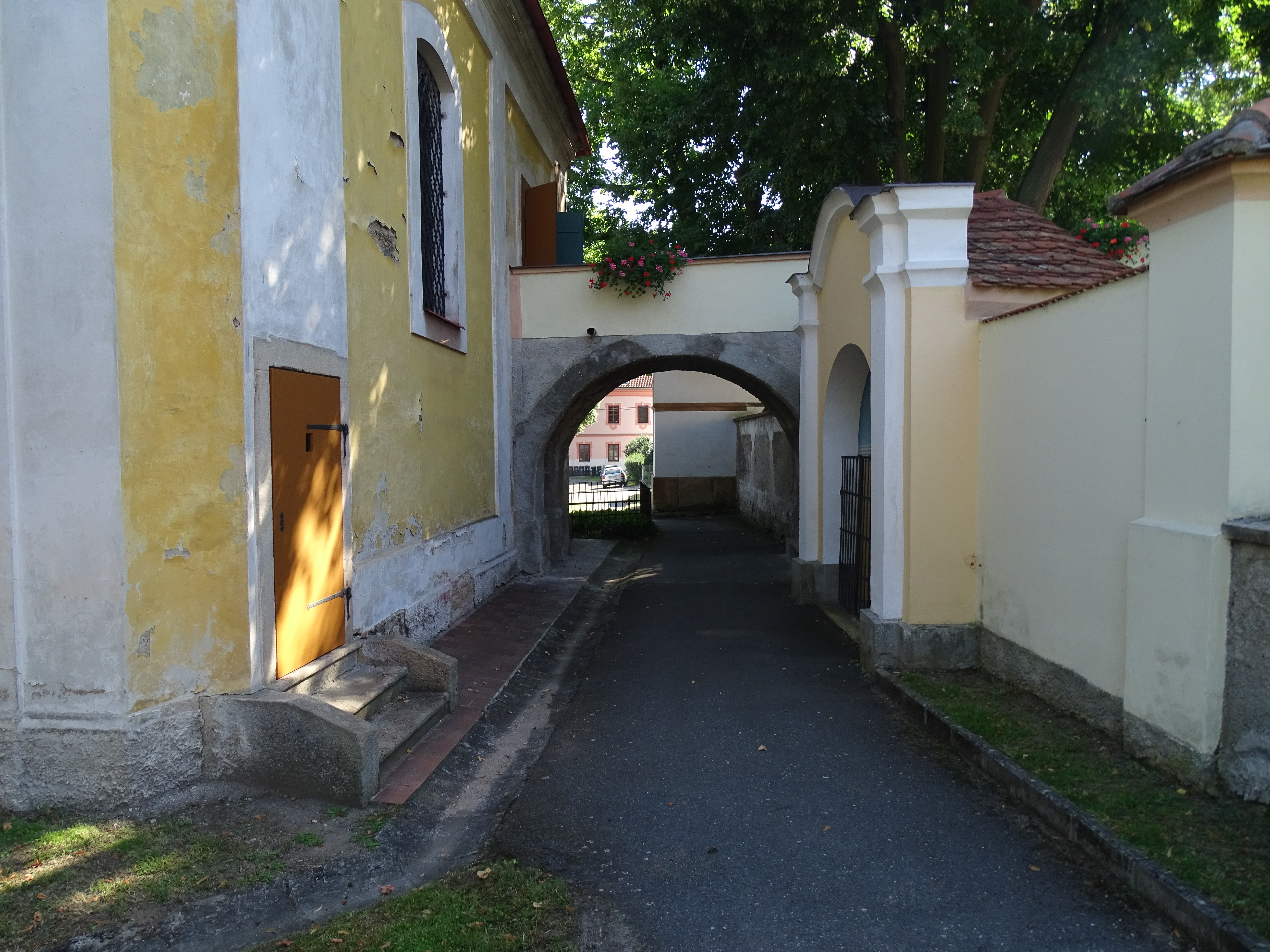
Particolare del ponte che unisce il castello alla chiesa di San Giovanni Nepomuceno

Sul sito era presente una fortezza che fu oggetto di una ricostruzione eseguita tra il 1721 e il 1725 da Pio Montecuccoli. Si presume che questa parte ci sia pervenuta e rappresenti l'ala meridionale del castello. Negli anni tra il 1770 e il 1780 Kašpar Ledebur vi fece costruire accanto un castello barocco e il suo progetto fu affidato all'architetto Josef Jäger. Attorno alla metà del secolo successivo le ali orientale e settentrionale furono notevolmente ricostruite e integrate con un notevole ampliamento per volontà del nipote di Kašpar, Vilém Wurmbrand.  Gli ultimi grandi lavori di ristrutturazione sono avvenuti dopo il 1979 nell'ambito di un ampio adattamento che ha trasformato il palazzo in casa di riposo.

## Descrizione
Il castello si trova nell'abitato di Liblín, comune della Regione di Plzeň in Repubblica Ceca. Si tratta di un complesso costituito dall'imponente castello tardo barocco e tardo classicista semicircondato da un ampio parco all'inglese con sculture e collegato alla chiesa di San Giovanni Nepomuceno. Il grande edificio in mattoni e intonaco a tre piani ha una pianta ad U irregolare con due ali non simmetriche. Il tetto dell'edificio è a due falde con abbaini e finestre rotonde e la copertura è in tegole. L'ampia area del castello comprende il parco all'inglese con numerose sculture barocche di pregio. La recinzione storica è costituita da un muro intero parzialmente conservato. Nell'area è compresa anche la chiesa barocca che è collegato all'edificio del castello tramite un ponte.
Il parco naturale e paesaggistico del castello si è sviluppato insieme al castello e poi in particolare nella prima metà del XIX quando il parco e il frutteto furono modificati e ampliati. Successivamente il parco venne modificato dopo il 1930, quando fu acquistato da Emil Kučera, direttore della fabbrica di cioccolato Orion di Praga che fece restaurare le sculture barocche, riparò la rete stradale originaria del parco e ricollocò la scultura del Calvario e la statua raffigurante San Pietro. Il numero di alberi di grande valore che contiene lo colloca tra i parchi più preziosi della regione.

### Monumento culturale della Repubblica Ceca
La tutela dei monumenti della Repubblica Ceca considera il complesso del castello di Liblín col suo parco e i diversi edifici che ne fanno parte, in particolare la chiesa di San Giovanni Nepomuceno un monumento culturale nazionale tutelato col numero di catalogo 1000158462.